# メイコン・ブレア
メイコン・ブレア（Macon Blair、1974年 - ）は、アメリカ合衆国の映画監督、脚本家、俳優、映画プロデューサー、コミックライターであり、映画『ブルー・リベンジ』や『グリーンルーム』への出演や、監督デビュー作『この世に私の居場所なんてない』などで知られている。

## 経歴
バージニア州アレクサンドリア出身のブレアは、2007年に幼馴染のジェレミー・ソルニエと映画『Murder Party』の製作を始めた。2013年、絶賛された映画『Blue Ruin』でドワイト・エヴァンスを演じた。2015年には、ソルニエ監督の映画『グリーンルーム』に出演している。
ブレアはニコライ・コスター＝ワルドー主演のダークコメディ『スモール・クライム』で共同脚本を務め、出演した。ブレアは『この世に私の居場所なんてない』で監督デビューを果たした。この作品は2017年のサンダンス映画祭でワールドプレミア上映され、同映画祭の審査員大賞を受賞した。2017年2月24日にNetflixで公開された。
2019年3月24日、ブレアがレジェンダリー・ピクチャーズによる『悪魔の毒々モンスター』のリブート作品を脚本・監督することが発表された。
女優のリー・エディーと結婚しており、二人の間には息子のバック（2015年生まれ）がいる。

## フィルモグラフィ

### 映画
| 公開年 | 邦題 原題                                                               | 役名                       | 備考                   |
| ------ | ----------------------------------------------------------------------- | -------------------------- | ---------------------- |
| 2007   | Murder Party                                                            | メイコン                   |                        |
| 2011   | You Hurt My Feelings                                                    | メイコン                   |                        |
| 2012   | The Man from Orlando                                                    |                            |                        |
| 2012   | Hellbenders                                                             | メイコン                   |                        |
| 2013   | ブルー・リベンジ Blue Ruin                                              | ドワイト・エヴァンス       |                        |
| 2015   | グリーンルーム Green Room                                               | ゲイブ                     |                        |
| 2016   | ゴールド/金塊の行方 Gold                                                | コニー・ライト             |                        |
| 2017   | この世に私の居場所なんてない I Don't Feel at Home in This World Anymore | バーの客                   | 監督・脚本・カメオ出演 |
| 2017   | スモール・クライム Small Crimes                                         | スコッティ・コールドウェル | 脚本                   |
| 2017   | フロリダ・プロジェクト 真夏の魔法 The Florida Project                   | ジョン                     |                        |
| 2017   | ローガン・ラッキー Logan Lucky"                                         | ブラッド・ヌーナン         |                        |
| 2017   | Mustang Island                                                          | ビル                       |                        |
| 2018   | サンダーロード Thunder Road                                             | ダスティン・ザーン         |                        |
| 2018   | ホールド・ザ・ダーク そこにある闇 Hold the Dark                         | シャン                     | 脚本                   |
| 2020   | ザ・ハント The Hunt                                                     | フォークソンヴォイ         |                        |
| 2020   | パーフェクト・ケア I Care a Lot                                         | フェルドストロム           |                        |
| TBA    | Brothers                                                                |                            | 監督・脚本             |
| TBA    | The Toxic Avenger                                                       |                            | 監督・脚本             |

### テレビ
| 公開年 | 邦題 原題        | 役名                | 備考                       |
| ------ | ---------------- | ------------------- | -------------------------- |
| 2019   | Swamp Thing      | Phantom Stranger    | 2 episodes                 |
| 2019   | Room 104         | Director and writer | Episode "The Plot"         |
| 2021   | Reservation Dogs | Rob                 | Episode "F*ckin' Rez Dogs" |